# Canisp
Canisp (Schots-Gaelisch: Canasp) is een berg in noordwesten van Sutherland, de Schotse Hooglanden, ongeveer 25 kilometer van het stadje Ullapoolen een zestal kilometer ten zuiden van Loch Assynt. Het hoogste punt van de berg is 847 meter hoog. De naam Canisp komt van Gaelische woord Canasp dat dan weer zou komen van het Oudnoordse woord voor Witte Berg door zijn distinctieve kleur.

## Geologie
Geologisch gezien bestaat de Canisp uit Torridon-zandsteen op een onderlaag van het 3 Ga oude gneis van Lewis overdekt met een laag van het veel jongere kwartsiet uit het Cambrium (ongeveer 500 Ma jaar oud) waardoor Canisp een typisch grijze kleur heeft. De flanken van de Canisp vertonen duidelijke sporen van erosie veroorzaakt door gletsjers van de laatste ijstijden.
De Canisp maakt deel uit van de Moine-overschuiving, een belangrijk gebeuren in de geologie van Schotland.
Vanaf de top heeft men een mooi uitzicht op de omgeving waaronder de naburige berg Suilven en Cùl Mòr. Zijn topografische prominentie bedraagt 691 m waardoor de top van de berg een mooi uitzichtpunt biedt op de omgeving.

## Beklimming
De meest genomen route voor de beklimming van de berg start niet ver ten noorden van Loch Awe waar een parkeerplaats is voor auto's. Daar loopt een pad via een brug over het riviertje Loanan, de uitstroom van Loch Awe en daarna via het zuiden naar de top van de berg. Dit is met zijn 6 kilometer de kortste route maar is door de veel los liggende stenen nog altijd een moeilijke route.
Andere routes beginnen vanuit het zuiden, in Ledmore en Lochinver. Deze gebruiken een pad dat Glen Canisp doorkruist.

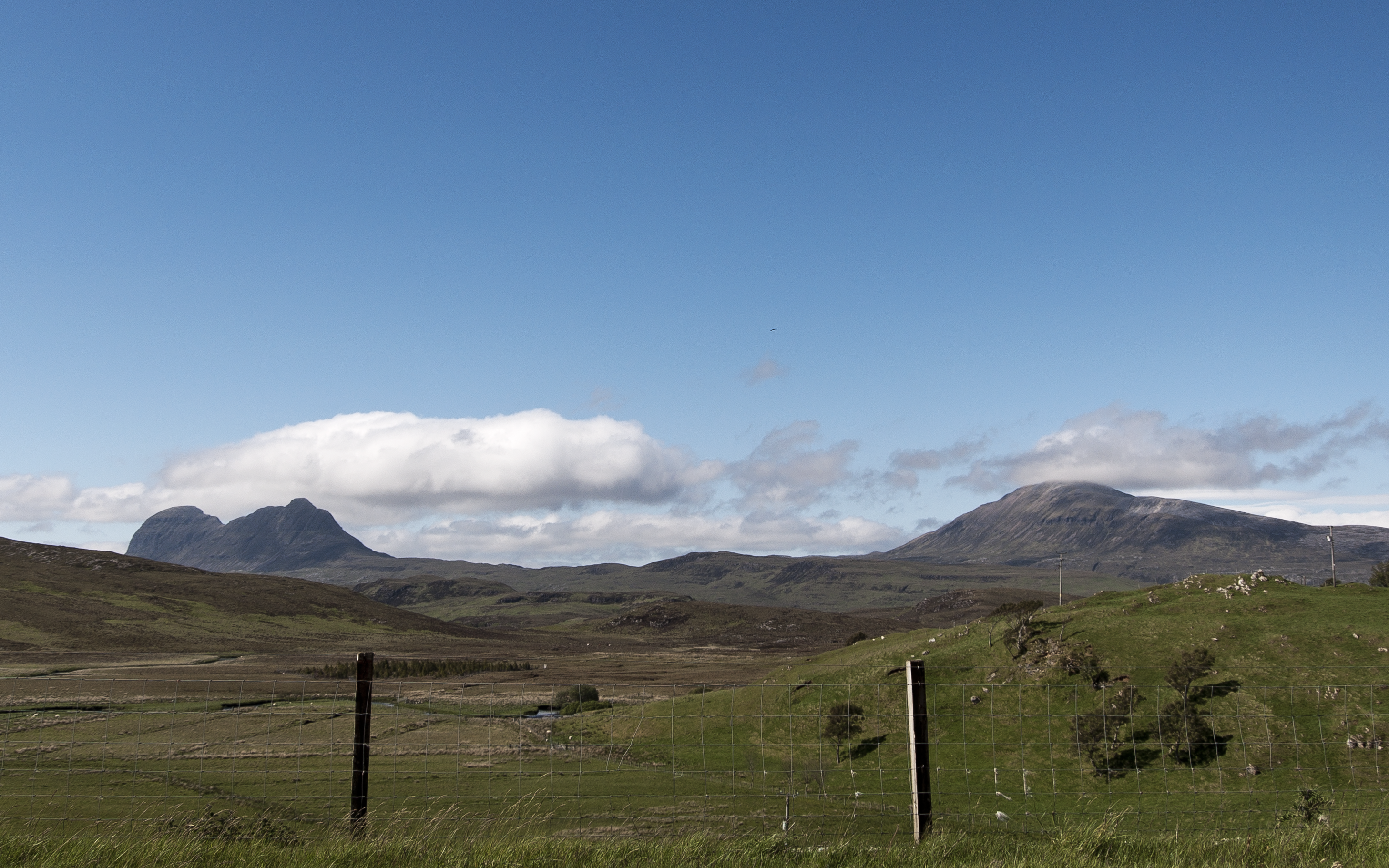
Suilven (links) en Canisp vanaf het zuidoosten